# St. Margareth (Augsburg)

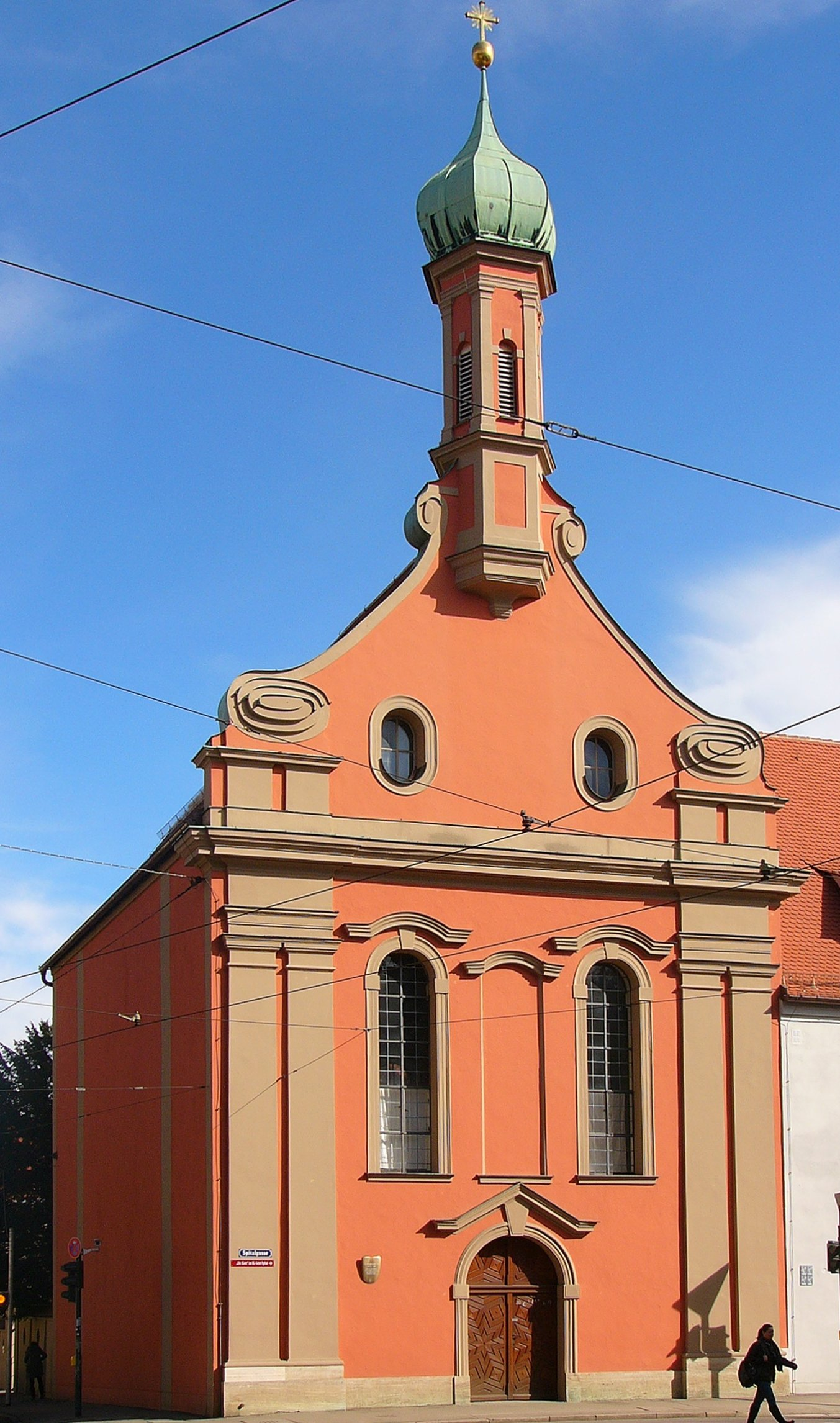
St. Margareth

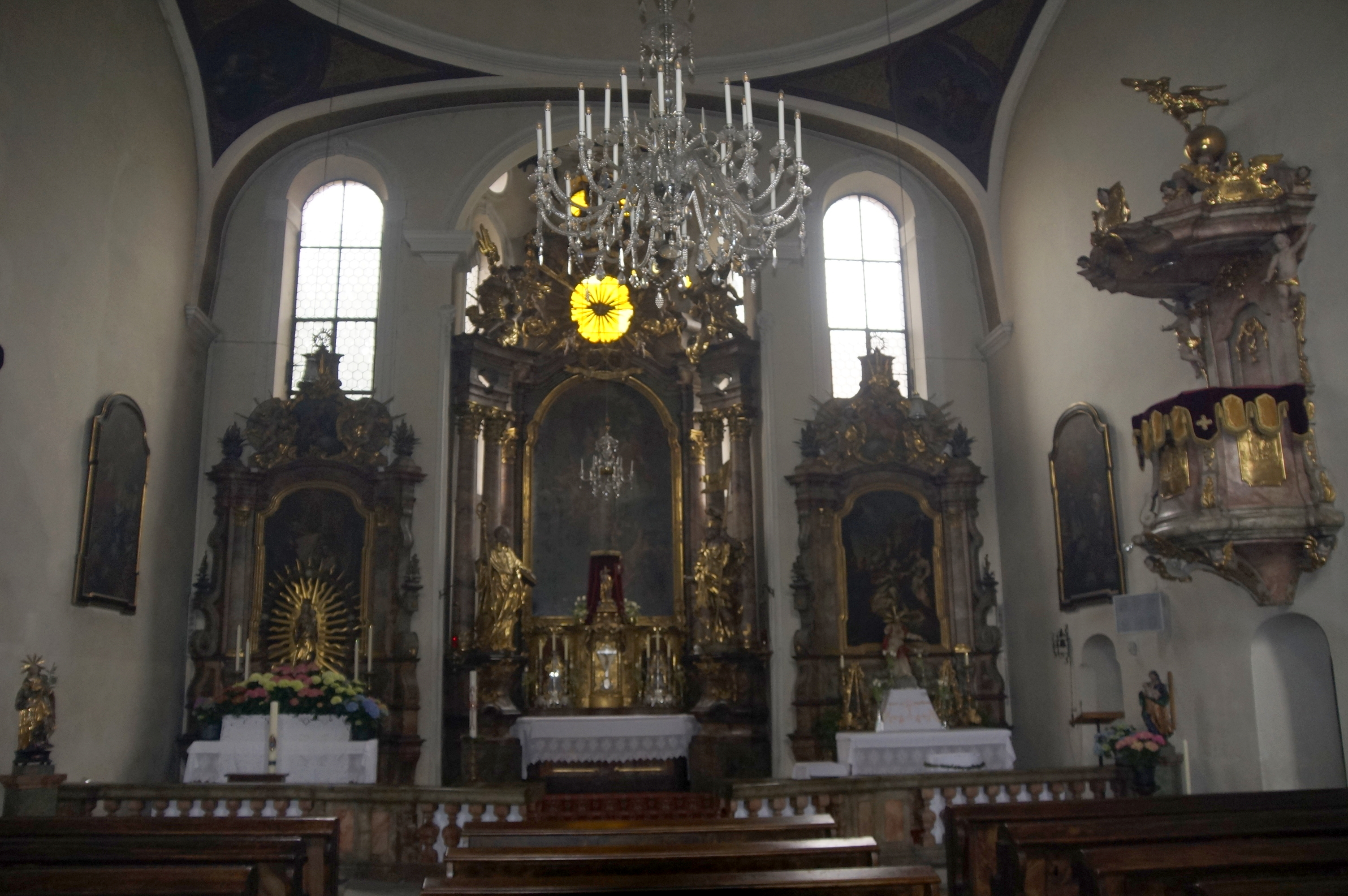
Innenraum

Die Kirche St. Margareth in Augsburg ist eine ehemalige Klosterkirche der Dominikanerinnen und wird heute von der Priesterbruderschaft St. Petrus genutzt. Bei der Kirche handelt es sich um ein Baudenkmal, das in die Bayerische Denkmalliste eingetragen ist.

## Geschichte
Das Dominikanerinnenkloster St. Margareth in Augsburg geht auf eine Stiftung des 13. Jahrhunderts zurück. Nach der Überlieferung baute der Domkanoniker Wolfhard von Roth (ab 1288 Bischof von Augsburg) für die Damen in Leuthau bei Schwabmünchen 1262 das Kloster und zahlte 25 Gulden für ihre Aufnahme in den Dominikanerorden. Der gotische Vorgängerbau wurde 1333 zerstört. 1521 wurde die Kirche von Grund auf neu errichtet. Nach der Aufhebung durch den Stadtrat 1538 wegen zu geringer Einkünfte, gelangte das Kloster und die erneut zerstörte Kirche in die Hände des benachbarten Heilig-Geist-Spitals. Um 1540 wurde das Kloster wieder den Dominikanerinnen zurückgegeben, der Osttrakt des Klosters nutzte seither das Heilig-Geist-Spital. 1594 wurde die Kirche wiedererrichtet und den katholischen Pfründnern des Heilig-Geist-Spitals zur Nutzung überlassen. Nach mehreren Umbauten entstand 1720 nach alten Plänen von 1618/1620 der heute bestehende barocke Kirchenbau. 1915 wurde wegen eines Straßendurchbruches der linke Flügel des ehemaligen Klosters abgerissen. 2010 erfolgte eine Sanierung der Fassade und eine Erneuerung des Daches.

## Ausstattung
Die Flackdecke im Innenraum ziert ein Deckenfresko von 1803 des Barockmalers Johann Joseph Anton Huber. Es zeigt die Ausgießung des Heiligen Geistes und in den Ecken die Evangelisten. Das gerahmte Hochaltarbild malte Thomas Scheffler 1740; es zeigt Maria mit der heiligen Margarethe sowie die Heiligen Cosmas und Damian. Die Kanzel von 1744 wird von einem Schalldeckel mit einer Weltkugel und einem Adler gekrönt.  
In der Sakristei befinden sich das Fragment einer Sandsteinmadonna um 1330 sowie einer Jesusfigur um 1490.